# 想望
「想望」（そうぼう）は、福山雅治の楽曲。2023年12月4日に9作目の配信限定シングルとしてリリースされた。

## 背景・リリース
松竹系映画『あの花が咲く丘で、君とまた出会えたら。』の主題歌として福山がバラード調で書き下ろした。台本を読み、本編を観賞し、映画の登場人物である特攻隊員の佐久間彰の目線で作詞した。制作前に特攻隊員が家族や恋人に残した手紙を読み、「君の幸せを願う」という言葉を多く見ており、「好きな人といる日常を大事にしたい」ということをテーマにした。曲の中では原作の小説や映画で描写されなかった、彰と恋人の加納百合の2人の日常の様子が描かれており、それを望んでいたのは彰と百合ではないかと考えた。
8月に行われた日本武道館でのライブで初披露。12月2日の『日テレ系音楽の祭典ベストアーティスト2023』でテレビ初披露した。

## プロモーション

### テレビ披露
| 放送日         | 番組名                                   | 放送局         | 披露曲                                                                     | 出典 |
| -------------- | ---------------------------------------- | -------------- | -------------------------------------------------------------------------- | ---- |
| 2023年12月2日  | 日テレ系音楽の祭典ベストアーティスト2023 | 日本テレビ系列 | 「虹」 「想望」                                                            |      |
| 2023年12月4日  | CD TV ライブ！ライブ！                   | TBS系列        | 「虹 〜LIVE@NIPOON BUDOKAN ver.〜」 「想望」                               |      |
| 2023年12月6日  | FNS歌謡祭 2023                           | フジテレビ系列 | 「想望」                                                                   |      |
| 2023年12月7日  | SONGS                                    | NHK            | 「零 -ZERO-」「虹（スペシャルアコースティック ver. in アメリカ）」「想望」 |      |
| 2023年12月31日 | 第74回NHK紅白歌合戦                      | NHK            | 「HELLO〜想望」 紅白スペシャルメドレー                                     |      |